# Gibberichthys
Gibberichthys är ett släkte av fiskar. Gibberichthys ingår i familjen Gibberichthyidae.
Gibberichthys är enda släktet i familjen Gibberichthyidae.
Kladogram enligt Catalogue of Life:
| Gibberichthys | \| \| Gibberichthys latifrons \| \| \| \| \| \| Gibberichthys pumilus \| \| \| \| |
|               | \| \| Gibberichthys latifrons \| \| \| \| \| \| Gibberichthys pumilus \| \| \| \| |
|               | Gibberichthys latifrons                                                           |
|               |                                                                                   |
|               | Gibberichthys pumilus                                                             |
|               |                                                                                   |